# برانایسون
برانایسون (به لاتین: Brønnøysund) (تلفظ نروژی: [²brøn:øyˌsʉn]  ( گوش دهید)) یک شهرک در نروژ است که در استان نوردلاند واقع شده‌است. برانایسون ۳٫۲۵ کیلومتر مربع مساحت و ۴٬۹۲۴ نفر جمعیت دارد و ۴ متر بالاتر از سطح دریا واقع شده‌است.

## نگارخانه

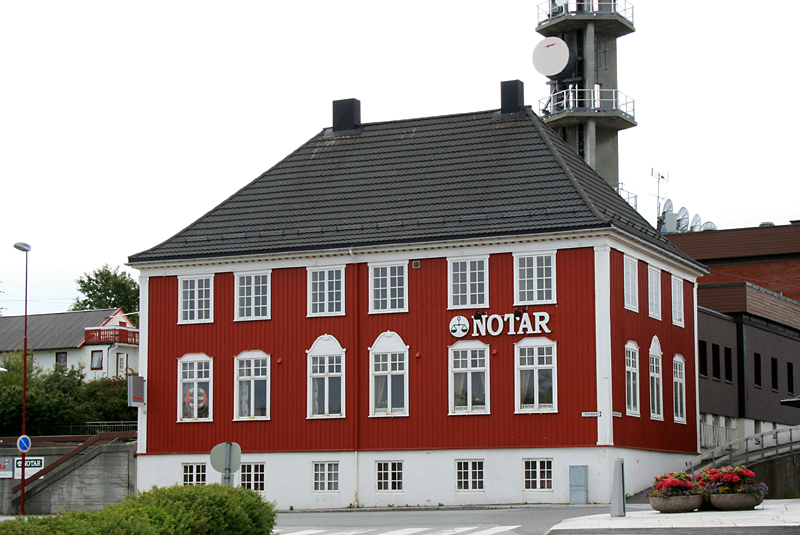
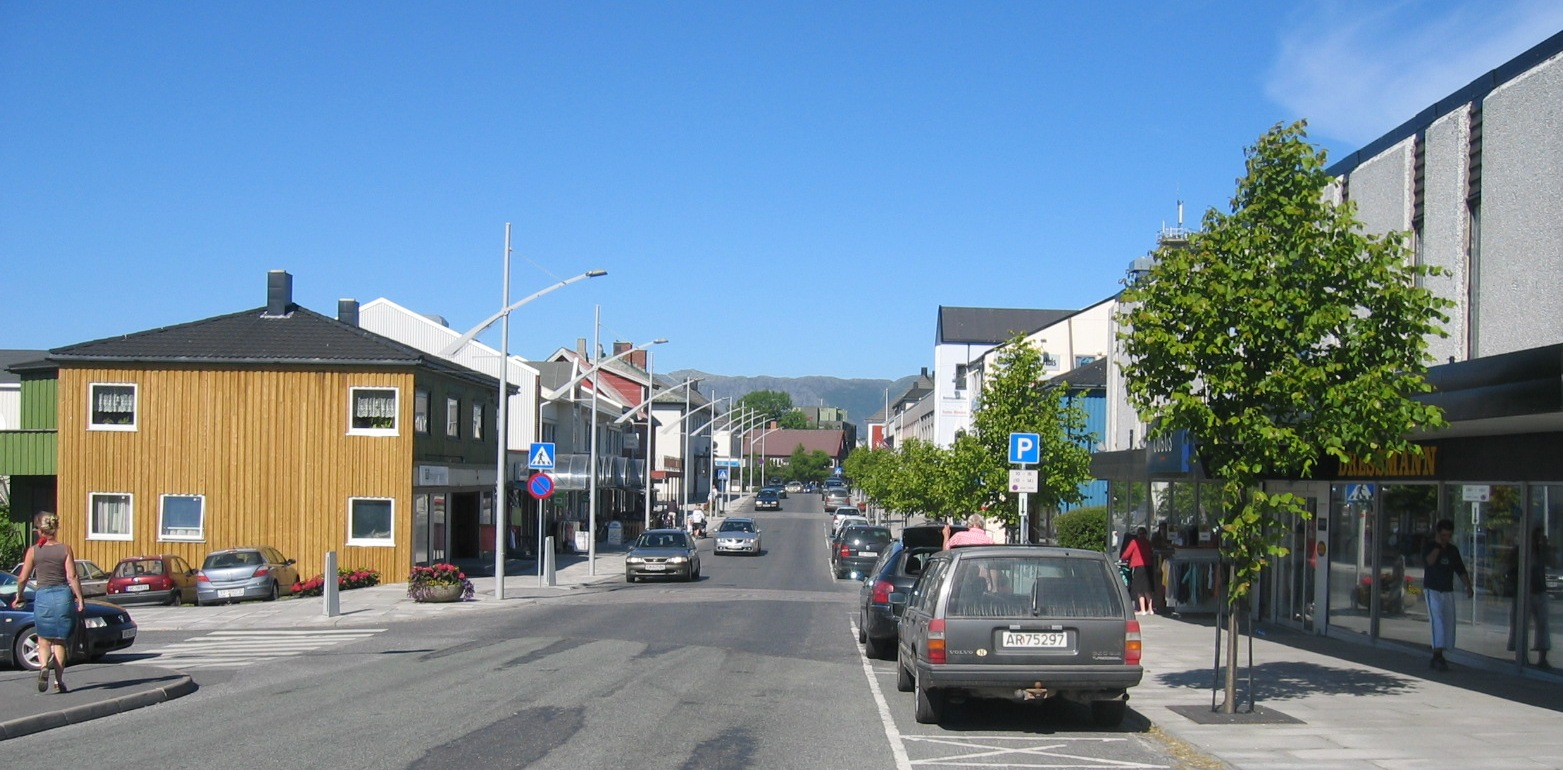
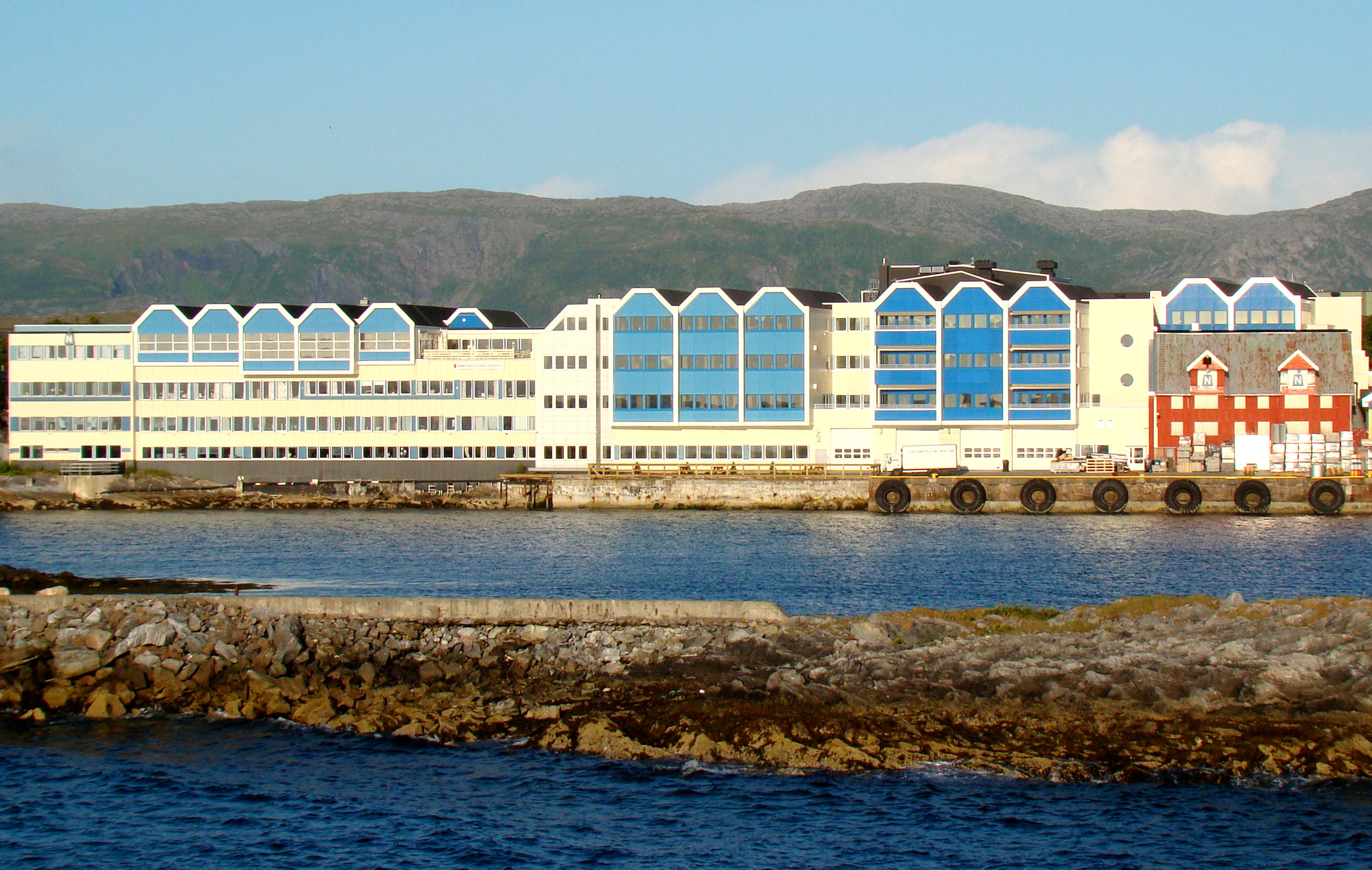
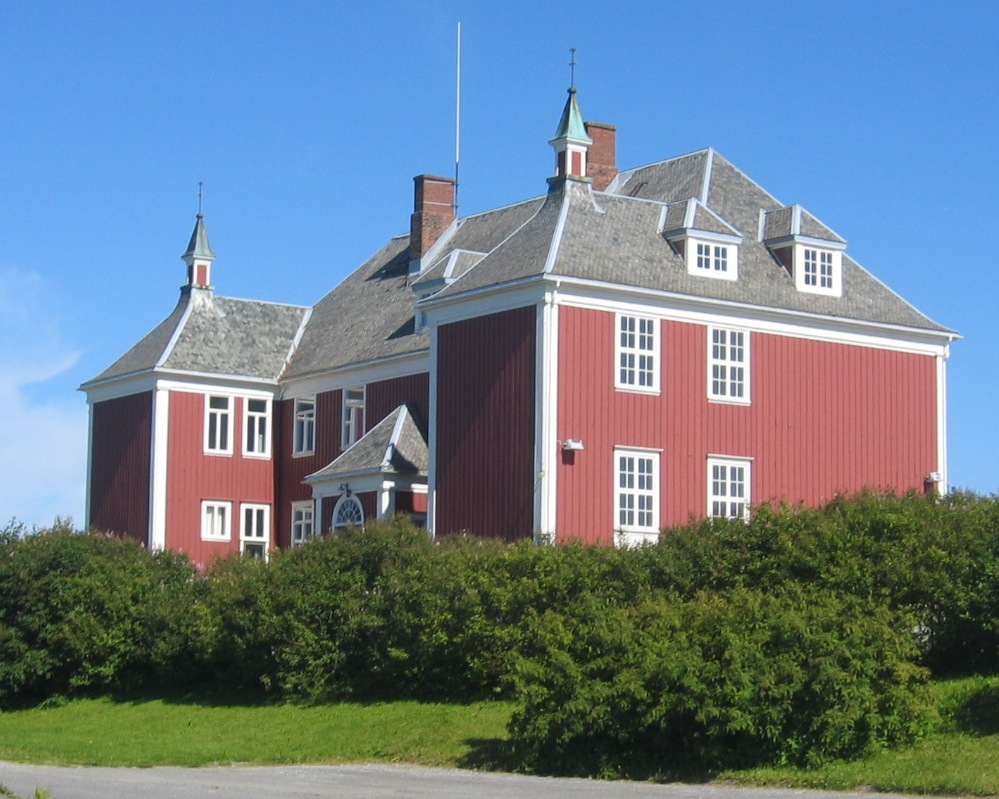
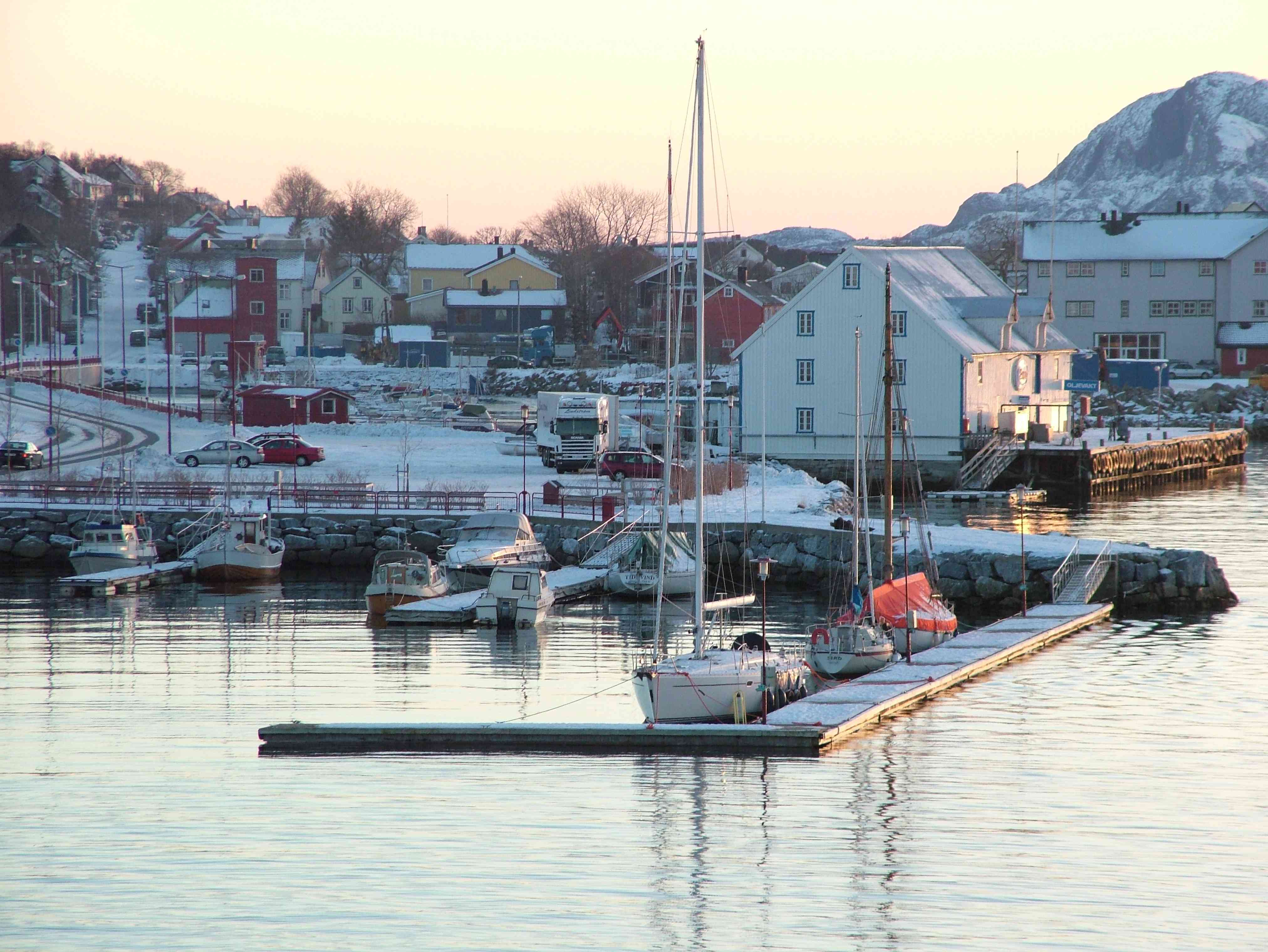
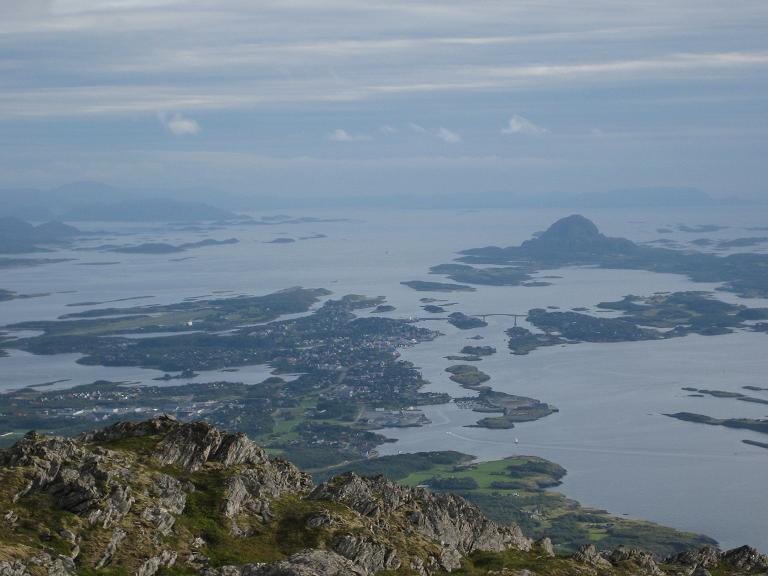
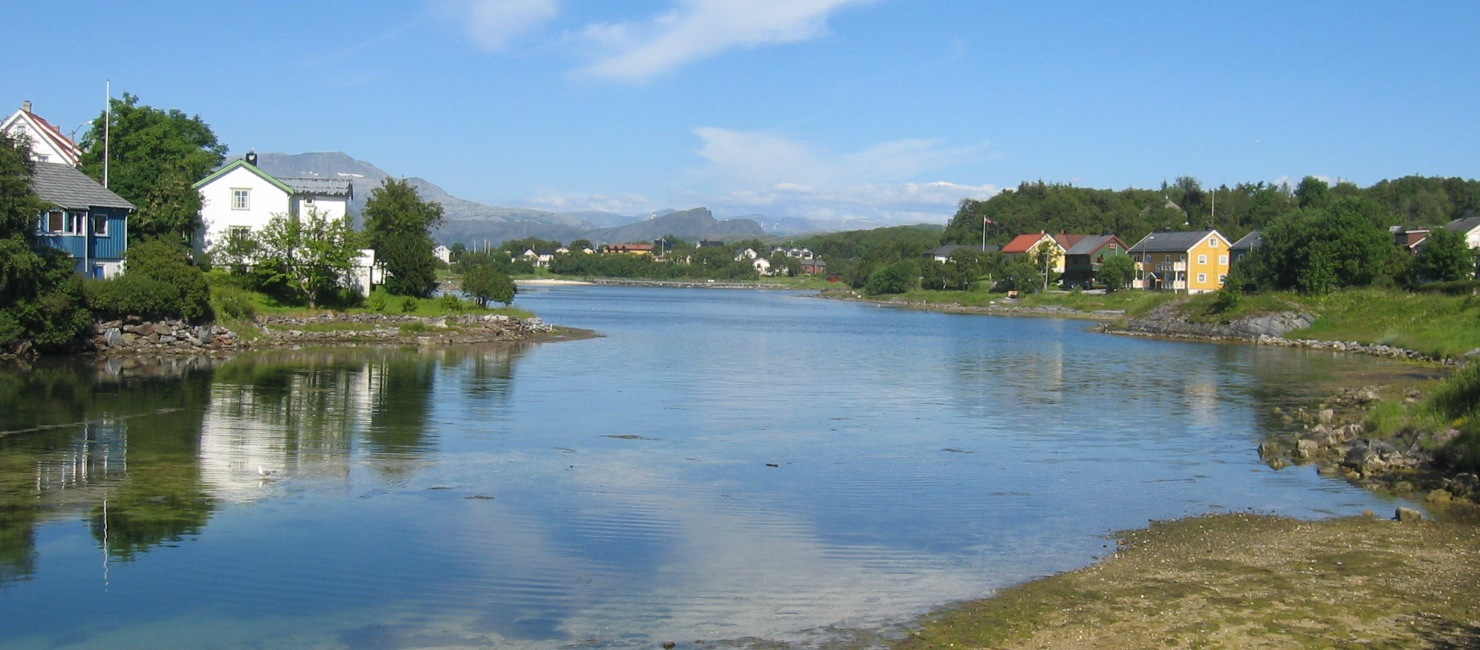